# Ursula Konzett
Ursula Konzett, née le 15 novembre 1959 à Triesen, est une ancienne skieuse alpine liechtensteinoise.

## Palmarès

### Jeux olympiques
| Édition / Épreuve   | Descente | Slalom géant | Slalom  |
| ------------------- | -------- | ------------ | ------- |
| JO 1976 Innsbruck   | 24e      | 18e          | 11e     |
| JO 1980 Lake Placid | —        | Abandon      | Abandon |
| JO 1984 Sarajevo    | —        | Abandon      | Bronze  |

### Championnats du monde
| Édition / Épreuve                    | Descente | Slalom géant | Slalom  | Combiné |
| ------------------------------------ | -------- | ------------ | ------- | ------- |
| JO 1976 Innsbruck                    | 24e      | 18e          | 11e     | 5e      |
| Mondiaux 1978 Garmisch-Partenkirchen | —        | 7e           | Abandon | —       |
| JO 1980 Lake Placid                  | —        | Abandon      | Abandon | —       |
| Mondiaux 1982 Schladming             | —        | Bronze       | Abandon | —       |
| Mondiaux 1985 Bormio                 | —        | 25e          | Abandon | 9e      |

### Coupe du monde
- Meilleur résultat au classement général : 6e en 1982
  - 2 victoires : 2 slaloms

#### Différents classements en coupe du monde
| Saison / Épreuve | Saison / Épreuve | Général | Général | Slalom | Slalom | Géant  | Géant  |
| ---------------- | ---------------- | ------- | ------- | ------ | ------ | ------ | ------ |
| Saison / Épreuve | Saison / Épreuve | Class.  | Points  | Class. | Points | Class. | Points |
| 1977             | 1977             | 28e     | 15      | -      | -      | 15e    | 15     |
| 1978             | 1978             | 22e     | 17      | -      | -      | 12e    | 17     |
| 1979             | 1979             | 40e     | 35      | -      | -      | 22e    | 21     |
| 1980             | 1980             | 25e     | 40      | 19e    | 14     | 13e    | 30     |
| 1981             | 1981             | 38e     | 30      | 13e    | 30     | -      | -      |
| 1982             | 1982             | 6e      | 137     | 2e     | 100    | 8e     | 37     |
| 1983             | 1983             | 30e     | 44      | 15e    | 31     | 8e     | 37     |
| 1984             | 1984             | 47e     | 21      | 22e    | 21     | -      | -      |
| 1985             | 1985             | 51e     | 18      | 23e    | 18     | -      | -      |

#### Détail des victoires
| Saison / Épreuve | Slalom                      | Total |
| 1982             | Lenggries Waterville Valley | 2     |
| Total            | 2                           | 2     |

### Arlberg-Kandahar
- Meilleur résultat : 12e place dans le géant 1978 à Megève